# Йонгчайют, Чавалит
Чавалит Йонгчайют (тайск. ชวลิต ยงชยุตม์; род. 15 мая 1932, Бангкок, Таиланд) — тайский политик, офицер армии в отставке. С 1986 по 1990 – главнокомандующий Королевской армии Таиланда. С ноября 1996 по ноябрь 1997 премьер-министр. Таиланда.

## Образование и военная служба
Родился в семье пехотного капитана. Имеет китайские, тайские, лаосские и персидские корни. Начальное образование получил в государственной школе в Бангкоке. Затем окончил Королевскую военную академию Чулачомклао, а в 1953 году был назначен вторым лейтенантом. Последующее военное образование получил в Бангкоке, а также в США (Нью-Джерси) и в Японии (Окинава). Служил в Королевской армии Таиланда.
В 1963 году окончил Командно-штабной колледж Королевской армии Таиланда, в 1964 году окончил Командно-штабной колледж в Форте Ливенворт (Канзас, США). В 1960-х и 1970-х годах участвовал в подавлении коммунистических мятежей в джунглях Таиланда. Кроме того, занимался подготовкой тайских солдат к участию в войне во Вьетнаме.
В 1982 году получил звание генерал-лейтенанта и помощника начальника штаба, а через год стал заместителем начальника штаба армии. Был хорошим другом с премьер-министром Премом Тинсуланоном – считается, что он занимал такие высокие посты в государственном аппарате во многом благодаря содействию Тинсуланона, занимавшего тогда пост премьер-министра. Тем не менее, самого Йонгчайюта считали невероятно талантливым человеком, к тому же он обладал харизмой и твёрдостью, которые необходимы для успешной политической карьеры.
В 1987 году был назначен на пост Верховного Главнокомандующего Королевской армии. Под его руководством армия активно участвовала в проектах развития сельских районов. Так, при поддержке крупных агропромышленных корпораций в южных районах Таиланда проводились программы «Зелёный Исан» и «Новая надежда». В 1990 году в возрасте 58 лет завершил свою военную карьеру.

## Политическая карьера
С 1984 по 1987 год член Сената. В 1987 году предложил дать гражданам страны право избирать премьер-министра страны, после чего был обвинён в попытке подорвать авторитет монарха. В 1990 году был назначен на пост министра обороны, а также стал заместителем премьер-министра. В тот период обязанности премьер-министра исполнял Чатчай Чунхаван. В начале 1990-х годов Йонгчайют руководил 126 радиостанциями и 2 телевизионными каналами, которые находились под контролем военных. Благодаря ему на этих каналах велась активная пропаганда против СПИДа.
В 1990 году основал собственную политическую партию «Новое Дыхание». В его планах было сделать «Новое дыхание» главной политической силой в стране. Членами партии становились его бывшие подчинённые и местные чиновники, которые знали его ещё со времён проекта «Зелёный Исан». В 1992—1994 годах занимал пост министра внутренних дел при правительстве Чуан Ликпая, с 1995 по 1996 год был заместителем премьер-министра и министром обороны при правительстве Банхана Силапа-ачи.
В ноябре 1996 года парламент был распущен: 17 ноября 1996 года состоялись всеобщие выборы. «Новое дыхание» получило большинство голосов. 22 ноября 1996 года Чавалит был назначен премьер-министром Таиланда.
В 1997 году была разработана и введена в действие действительно демократическая “народная конституция”, которая вводила весьма широкий круг прав и свобод человека и гражданина.
В период его премьерства в Таиланде началась 8-я пятилетка (1997—2001). Многие политики отмечали её явную социальную направленность, поскольку особое внимание в эти годы уделялось образованию и здравоохранению, а главным ресурсом страны был объявлен человеческий потенциал. Активно развивалась промышленность: Таиланд превратился в аграрно-промышленную страну с высокими темпами экономического развития.
Из-за огромных внешних долгов Чавалита Таиланд фактически стал банкротом ещё до азиатского кризиса и падения валюты — долг достиг 135 % ВВП.
В ноябре 1997 года в разгар азиатского экономического кризиса и многочисленных коррупционных скандалов Чавалит был вынужден уйти в отставку. После введения в действия новой Конституции вновь состоялись выборы: к власти вернулся Чуан Ликпай (ноябрь 1997 — февраль 2001).
Партия «Новое дыхание» быстро потеряла популярность, влияние и поддержку. В тот период в Таиланде появилась новая партия «Тай Рак Тай» («Тайцы любят тайцев» или «Тайцы любят все тайское») под руководством Таксина Чинавата. Эта партия быстро завоевала народную любовь, и Чавалит, после поражения «Нового дыхания» на выборах, стал всячески поддерживать Таксина и «Тай рак тай». В 2001 году Таксин Чинават стал премьер-министром Таиланда, а Чавалит был назначен его заместителем, а также ответственным за внутреннюю безопасность в стране. Кроме того, с 2001 по 2002 гг. он занимал пост Министра обороны. При правительстве Сомчая Вонгсавата Чавалит занимал должность заместителя премьер-министра. В 2008 году он ушёл в отставку. 2 октября 2009 года Чавалит присоединился к партии Пхыа Тхай («За Таиланд»), которая состояла из сторонников Таксина Чинавата. 
Многие называли Йонгчайюта мастером политического шаржа, поскольку он часто весьма экстравагантно критиковал своих политических соперников.